# Ломско шосе
„Ломско шосе“ е булевард в София с дължина 5,7 km.
Наречен е на основния път от столицата до Лом (с официално име Републикански път II-81 в Републиканската пътна мрежа на България). На булеварда е наименувана метростанция „Ломско шосе“.
Старото име на булеварда е „Станке Димитров“. Преди началото му са главните улици в кварталите „Надежда“ и „Връбница“.
Извън София продължението му е второкласният републикански път II-81 (част от Европейски път E80), с крайни точки градовете София и Лом, преминаващ през прохода Петрохан.

## Обществен транспорт
Автобусни линии:
- 26,86, 285 (към Надлез Надежда и центъра);
- 26, 30, 31, 150 (излизащи от София).

От 31 август 2012 г. в експлоатация е пусната втората линия на Софийското метро, свързваща кв. „Връбница“ с ж.к. „Лозенец“. По протежение на булеварда са разположени 4 метростанции - „Ломско шосе“, „Бели Дунав“, „Надежда“, „Хан Кубрат“.